# Odransko polje
Odransko polje je prostor uz rijeku Odru na njezinom donjem toku. To je zapravo južni nastavak Turopolja. U njegovu blizinu spadaju neka naselja oko Siska, a to su: Martinska Ves, Žabno, Odra Sisačka, Stupno, Greda i Sela kao središte Odranskog polja. Odransko polje je močvarni kraj pa ga nastanjuju mnoge vrste žaba, gmazova, glodavaca (močvarnih štakora) i ptica. Osobito je velik broj žaba gatalinki, koji su zaštitni znak ovog kraja.